# Florín de Demerara y Esequibo
El florín de Demerara y Esequibo o bien florín de Esequibo y Demerara hasta 1815, era una unidad monetaria intermitente creada por el Imperio británico, que comenzó en 1798 en las excolonias neerlandesas usurpadas en 1796 hasta 1802 y de 1804 hasta que se convirtieron en colonia de la Corona en 1816, y circularon hasta 1822.
Inicialmente se crearon para las colonias separadas de Esequibo y de Demerara, por lo que se reselló con sus iniciales en monedas luso-brasileñas de oro, y que también se usó al principio en Berbice. También se contramarcaron en 1799, cuando la colonia de Surinam también fue usurpada por los británicos y comenzó a utilizarlas. Posteriormente se contramarcaron dólares españoles en 1808 también con las iniciales de las dos primeras. 
En 1809 cuando se crearon fichas bancarias (bank token, en inglés) para ambas colonias de Esequibo y de Demerara, las de Berbice y de Surinam adoptaron la libra esterlina y los token del barco de 1810, pero esta última fue devuelta al entonces Reino Unido de los Países Bajos en 1816. En este año se fusionaron definitivamente en la nueva Colonia Unida de Demerara y Esequibo y se acuñaron monedas regulares de florín que circularon en la colonia de la Corona hasta que comenzó a usarse el dólar del ancla de la América británica, al igual que en la de Berbice, en 1822.

## Historia
Durante la colonización americana por parte de las Provincias Unidas de los Países Bajos, circuló el rijksdaadler en ambas colonias, en la de Demerara desde 1611 y en la de Esequibo desde 1616, y luego el florín de la metrópoli desde 1680, también en la colonia de Pomerón de 1581 a 1596, en la de Berbice desde 1627, en la de los Nuevos Países Bajos desde 1611 (con Nueva Suecia desde 1655) hasta 1664 y de 1673 a 1674, en las islas de las Antillas desde 1631 (y además en la Costa de Oro de África Occidental).
En 1781 los británicos ocuparon Demerara, Esequibo y Berbice, subordinándolas a Barbados, y de 1782 a 1784 los franceses se las usurparon para unirlas a la colonia de Cayena para usar su libra colonial pero tuvieron que devolverlas a los neerlandeses en ese último año, aunque solo fue efectivo en Berbice y luego de restablecerse el florín neerlandés, en 1794 fue remplazado por el florín de las Indias Occidentales Neerlandesas.
En 1784 las dos colonias neerlandesas sudamericanas de Esequibo con Pomerón y Demerara fueron desatendidas por la metrópoli y paulatinamente fueron ocupadas por los británicos, y posteriormente, en 1796 fue usurpada nuevamente la colonia de Berbice por el Imperio británico, todo debido a las sucesivas guerras anglo-neerlandesas y a las guerras revolucionarias francesas.
Durante la ocupación británica siguieron circulando los florines coloniales neerlandeses pero en 1798 se contramarcaron monedas luso-brasileñas de oro, como emisiones de emergencia, para crear el nuevo florín de Demerara y Esequibo, que también se utilizó en la vecina Berbice, y que nuevamente se resellaron otras en 1799, año en que también circularon en la reciente usurpada colonia de Surinam.
En 1802, por el Tratado de Amiens, los británicos tuvieron que devolver las cuatro colonias a la entonces llamada República Bátava, que era un Estado títere francés, y en donde se restableció el florín de las Indias Occidentales Neerlandesas pero las cuatro colonias nuevamente fueron ocupadas por los británicos en 1804 y en donde volvieron a reutilizarse las reselladas de oro de 1798 y 1799, hasta que en 1808 fueron remplazadas por otras emisiones de emergencias, las monedas de plata del dólar español contramarcadas con las siglas de solo dos colonias.
Desde 1809, solo Esequibo y Demerara utilizaron tokens propios de cobre y de plata, y las colonias de Berbice y de Surinam continuaron con las reselladas de 1808 hasta que en 1810 comenzaron a usarse en casi toda América británica los tokens del barco del chelín colonial, pero en Surinam solo hasta 1816, ya que fue devuelta a los neerlandeses.
En las colonias de Esequibo 
y Demerara comenzaron a utilizar monedas coloniales propias acuñadas en 1816, que circularon hasta que comenzó a usarse el dólar del ancla de la América británica en 1822, al mismo tiempo que en la vecina colonia de Berbice.

## Monedas
Las monedas de florín (guilder en inglés o gulden en neerlandés) de las colonias de facto de Esequibo y de Demerara fueron inicialmente monedas extranjeras contramarcadas hasta 1808, y se usaron también en las colonias de Berbice y Surinam. A partir de 1809 eran fichas bancarias (bank tokens, en inglés) hasta que ambas se fusionaron en 1816 en la nueva Colonia Unida de Demerara y Esequibo, y fue en este año cuando se acuñó moneda regular de florín.
Desde 1798 hasta 1808 eran piezas reselladas con las siglas de las dos colonias o agujereadas con contramarcas semejantes, de las cuales se sacaban centros serrados para resellarlos también con las mismas siglas. En 1809 y 1813 acuñaron tokens de diferentes tamaños y valores con busto real en el anverso.
Las contramarcas, fichas monetiformes y monedas desde 1798 hasta 1822 están detalladas en la lista subsiguiente:
- 3 bits (en inglés, "pocos" en español) de plata .903 del año 1808 (sin fecha estampada), con resello encolumnado: E&D  3Bt (Esequibo y Demerara, 3 bits) dentro de círculo de puntos en centro cortado de 19 mm de diámetro con borde serrado de real de a ocho. La paridad era que 12 bits equivalían a 3 florines o bien 4 bits eran 1 florín.[5]
- 1⁄2 stiver (stuiver en neerlandés, centavo o céntimo en español) de cobre, token con año 1813 de 29 mm de diámetro, en el anverso presenta busto masculino laureado con leyenda en latín: GEORGIUS III . D:G . REX . (Jorge III, rey por la gracia de Dios) y en el reverso con el valor escrito en inglés, en mayúsculas y encolumnado: HALF STIVER coronado y orlado con laureles, y con leyenda en inglés: COLONIES OF ESSEQUEBO & DEMARARY (Colonias de Esequibo y Demerara) y en el exergo con la fecha antedicha.[3]
- 1 stiver de cobre, token con año 1813 de 33 mm de diámetro, con anverso y reverso semejantes al anterior (Colonias de Esequibo y Demerara), salvo el valor: ONE STIVER (un centavo o céntimo, en español).[3]
- 1⁄4 de florín de plata .816, token con año 1809 de 15 mm de diámetro, con el anverso semejante a los anteriores salvo la leyenda en latín: GEORGIUS III DEI GRATIA (Jorge III, por la gracia de Dios) y en el reverso con el valor numérico: 1/4, coronado y orlado con laureles dentro de un círculo, y con leyenda en inglés: COLONIES OF ESSEQUEBO & DEMARARY (Colonias de Esequibo y Demerara) y en el exergo con la fecha antedicha.[3]
- Moneda de plata .816 con año 1816 de 15 mm de diámetro, en el anverso presenta busto masculino laureado con leyenda en latín: GEORGIUS III D:G:BRITANNIARUM REX (Jorge III, rey británico por la gracia de Dios) y en el reverso con el valor numérico: 1/4, coronado y orlado con laureles y con leyenda en inglés: UNITED COLONY OF DEMARARY & ESSEQUEBO (Colonia Unida de Demerara y Esequibo) y en el exergo con la fecha antedicha.[3]
- 1⁄2 florín (gulden, en neerlandés) de plata .816, token con año 1809 de 19 mm de diámetro, con anverso y reverso semejante al anterior de la misma fecha, salvo el valor numérico: 1/2 (Colonias de Esequibo y Demerara).
- Moneda de plata .816 con año 1816 de 19 mm de diámetro, con anverso y reverso semejante al anterior de la misma fecha, salvo el valor numérico: 1/2 (Colonia Unida de Demerara y Esequibo).[3]
- 1 florín de plata .816, token con año 1809 de 25 mm de diámetro, con anverso y reverso semejante a los anteriores de la misma fecha, salvo el valor numérico: 1 (Colonias de Esequibo y Demerara).
- Moneda de plata .816 con año 1816 de 23 mm de diámetro, con anverso y reverso semejante a los anteriores de la misma fecha, salvo el valor numérico: 1 (Colonia Unida de Demerara y Esequibo).[9]
- 2 florines de plata .816, token con año 1809 de 33 mm de diámetro, con anverso y reverso semejante a los anteriores de la misma fecha, salvo el valor numérico: 2 (Colonias de Esequibo y Demerara).
- Moneda de plata .816 con año 1816 de 27 mm, con anverso y reverso semejante a los anteriores de la misma fecha, salvo el valor numérico: 2 (Colonia Unida de Demerara y Esequibo).[9]
- 3 florines de plata .903 del año 1808 (sin fecha estampada), con agujero serrado circular excéntrico de 19 mm de diámetro y contramarca encolumnada E&D, 3GD (Esequibo y Demerara, 3 gulden) en óvalo de puntos en borde del dólar español.[5]
- Token de plata .816 con año 1809 de 37 mm, con anverso y reverso semejante a los anteriores de la misma fecha.
Moneda de plata .816 con año 1816 de 25 mm de diámetro, salvo el valor numérico: 3 (Colonia Unida de Demerara y Esequibo).[9]
- 22 florines de oro .917 o de 22 quilates de los años 1798 y 1799 (sin fecha estampada), con contramarca ED dentro de un óvalo en moneda de 6400 reis luso-brasileños. Se retiraron de circulación en 1808 y se fundieron, ya que las iban recortando por los bordes.[4]